# NGC 64
NGC 64 é uma galáxia espiral barrada (SBbc) localizada na direcção da constelação de Cetus. Possui uma declinação de -06° 49' 30" e uma ascensão recta de 0 horas, 17 minutos e 30,3 segundos.
A galáxia NGC 64 foi descoberta em 21 de Outubro de 1886 por Lewis A. Swift.